# Cavitat uterina
La cavitat uterina és l'interior de l'úter i està limitada per la superfície interna del cos de l'úter. Té forma triangular, aplanada anteroposteriorment, la base (part més ampla) es troba entre les obertures de les trompes de Fal·lopi, i l'àpex (a la part inferior) per l'orifici intern de l'úter es comunica amb el canal del coll uterí.